# NGC 3916
NGC 3916 (другие обозначения — UGC 6819, MCG 9-20-5, ZWG 269.6, ZWG 268.94, IRAS11481+5525, PGC 37047) — спиральная галактика (Sb) в созвездии Большая Медведица.
Этот объект входит в число перечисленных в оригинальной редакции «Нового общего каталога».
В галактике вспыхнула сверхновая SN 1974D. Её пиковая видимая звёздная величина составила 15,5